# Arrondissement de Florence
L'arrondissement de Florence est un ancien arrondissement du département de l'Arno. Il est créé en 1808 sous la domination française, à la suite de l'annexion du royaume d'Étrurie à l'Empire français, et qui sera officiellement supprimé par le traité de Paris en 1814.

## Historique
Créés par le sénatus-consulte du 24 mai 1808, les départements français de Toscane sont administrativement partagés par la suite en arrondissements et l'arrondissement de Florence est créé à cette occasion.
M. Latour Dupin en a été sous-préfet,.
L'ensemble des unités administratives françaises d'Italie est officiellement supprimé par le traité de Paris en mai 1814.

## Composition
En 1812, l'arrondissement de Florence comprenait les cantons de Bagnoa-Ripoli, Barberino di Mugello, Borgo San Lorenzo, Campi, Dicomano, Empoli, Fiesole, Florence (six cantons), Galluzzo, Greve, Lastra, Montelupo, Montespertoli, Pote à Siève, Reggello, Rocca San Casciano, Scarperia, Sesto, Saint Casciano et Tavarnella,.